# Grizzana Morandi
Grizzana Morandi est une commune italienne de la ville métropolitaine de Bologne, dans la région Émilie-Romagne.
Initialement nommée Grizzana, Morandi a été ajouté en 1985, en hommage au peintre italien Giorgio Morandi décédé en 1964 qui y passait ses vacances d'été chaque année à partir de 1913.

## Géographie

### Localisation
Grizzana Morandi est située à environ 30 kilomètres au sud-ouest de Bologne.

### Communes limitrophes
Camugnano, Castel di Casio, Castiglione dei Pepoli, Gaggio Montano, Marzabotto, Monzuno, San Benedetto Val di Sambro, Vergato